# 倪惠英
倪惠英（1956年2月—），本名倪志，女，汉族，湖北武汉人，中华人民共和国粤剧曲艺家，中国戏剧梅花奖得主，曾任中国戏曲表演学会副会长、广东省文联副主席、广东省戏剧家协会主席、广东粤剧促进会会长、广州粤剧团团长、广州粤剧院院长、董事长、艺术总监，中国共产党第十四次全国代表大会代表，第十、十一、十二届全国人民代表大会代表。

## 生平
原名倪志，1956年生于广西南宁，两岁后迁至广州定居，从小作为学校的文艺骨干参与各种演出，8岁时参演大型音乐舞蹈史诗《东方红》，14岁时被广州粤剧团相中后登上粤剧舞台，迅速成为广州粤剧团的当家花旦，唱、做、念、打并佳，有“金嗓子”“小曲王”之称。1997年，获得第十四届中国戏剧梅花奖。2001年，担任广州粤剧团团长，2005年，当选广东省戏剧家协会主席，2009年，出任广州粤剧院院长、董事长、艺术总监。2017年起，担任《粤剧表演艺术大全》的主编工作。
倪惠英丈夫为广州粤剧院作曲家黄健。其子为广东音乐人、歌手黄智毅。